# ドミニク・フルバティ
ドミニク・フルバティ（Dominik Hrbatý, 1978年1月4日 - ）は、スロバキア・ブラチスラヴァ出身の男子プロテニス選手。4歳年上の同僚カロル・クチェラと並んで、長年にわたりスロバキアのテニス界をリードしてきた選手である。名前の「ドミニク」（Dominik）からついた“Dominator”（支配者）というニックネームを持っている。ATPツアーでシングルス6勝、ダブルス2勝を挙げた。自己最高ランキングはシングルス12位、ダブルス14位。身長182cm、体重79kg。右利き、バックハンド・ストロークは両手打ち。

## 選手経歴
フルバティはスキーでも才能のある選手だったが、11歳の時から本格的にテニスに専念するようになった。1996年にプロ入りし、ATP最優秀新人賞を受賞する。1997年全豪オープンで4大大会にデビューし、いきなりピート・サンプラスとの4回戦まで勝ち上がった。19歳になったばかりのフルバティは、当時無敵の王者だったサンプラスに7-6, 3-6, 4-6, 6-3, 4-6とフルセットの激戦の末敗れ、若手の新鋭選手として期待を集め始めた。1998年8月にサンマリノ・CEPUオープンでマリアノ・プエルタを決勝で破り、ツアー初優勝を果たす。
フルバティの4大大会自己最高成績は、1999年全仏オープンベスト4進出である。この時フルバティは、2回戦で第1シードのエフゲニー・カフェルニコフを破った試合から快進撃を始め、4回戦でマラト・サフィンを、準々決勝ではマルセロ・リオスと強豪選手を連破して勝ち上がった。初めての準決勝ではアンドレ・アガシと対戦し、アガシがセット・カウント2-1とリードした第4セットの途中で、降雨のため試合が翌日に持ち越される。再開された第4セットでフルバティはアガシの前に力尽き、アガシはこの大会の優勝で宿願のキャリア・グランドスラムを達成した。
その後の成績は、2001年全豪オープン、2005年全豪オープン、2004年全米オープンベスト8進出がある。全米オープンで8強入りした2004年は、男子テニスツアーでも年間3勝を挙げ、年頭の1月にネクストジェネレーション・アデレード国際とハイネケン・オープンでの2週連続優勝があり、2月後半にオープン13でも優勝を飾った。フルバティはオリンピックのスロバキア代表選手としても、2000年シドニー五輪と2004年アテネ五輪と2008年北京五輪の3大会連続で出場した。
デビスカップ2005でデビスカップスロバキア代表は決勝に初進出を果たす。12月2日-4日にスロバキアの首都ブラチスラヴァでクロアチアとの決勝戦が行われたが、フルバティとカロル・クチェラが主力となったスロバキア代表は、マリオ・アンチッチとイワン・リュビチッチのコンビが活躍したクロアチア代表に「2勝3敗」で敗れ、デビスカップ初優勝を逃した。この敗戦を最後に、クチェラが現役を引退する。デビスカップ2006では、スロバキアはワールドグループ1回戦でデビスカップチリ代表に敗退した後、残留をかけたワールドグループ・プレーオフでもベルギーに敗れ、ヨーロッパ・アフリカ・ゾーンに転落した。
2007年全米オープンの後、フルバティは右肘の手術に踏み切り、半年間の戦線離脱を余儀なくされる。これにより、現役最多だった4大大会男子シングルス連続出場記録が「44」で途切れた。（4大大会男子シングルスの連続出場最多記録は、ロジャー・フェデラーの「65大会」である。）2008年ウィンブルドン選手権で、フルバティはセンター・コート開幕戦に出場し、前年優勝のロジャー・フェデラーに3-6, 2-6, 2-6で敗れた。ウィンブルドンのセンター・コート開幕戦には1998年にもピート・サンプラスとの対戦がある。
ダブルスではツアーで8度の決勝進出、2度の優勝がある。そのうちの1勝は2000年のローマ・マスターズであげたものである。同じく2000年のスイス・インドアの大会ではフェデラーと組んで準優勝。
フルバティは2010年に現役引退を発表したが、2011年にツアー復帰。ATPチャレンジャーツアーを中心に転戦したが、2014年が最後になっている。

## ATPツアー決勝進出結果

### シングルス: 13回 (6勝7敗)
| 大会グレード                                  |
| グランドスラム (0-0)                          |
| テニス・マスターズ・カップ (0-0)              |
| ATPマスターズシリーズ (0-2)                   |
| ATPインターナショナルシリーズ・ゴールド (0-0) |
| ATPインターナショナルシリーズ (6-5)           |

| サーフェス別タイトル |
| ハード (4-3)         |
| クレー (2-3)         |
| 芝 (0-0)             |
| カーペット (0-1)     |

| 結果   | No. | 決勝日         | 大会                 | サーフェス        | 対戦相手                   | スコア              |
| ------ | --- | -------------- | -------------------- | ----------------- | -------------------------- | ------------------- |
| 準優勝 | 1.  | 1997年9月29日  | パレルモ             | クレー            | アルベルト・ベラサテギ     | 4–6, 2–6            |
| 優勝   | 1.  | 1998年8月10日  | サンマリノ           | クレー            | マリアノ・プエルタ         | 6–2, 7–5            |
| 優勝   | 2.  | 1999年4月26日  | プラハ               | クレー            | スラバ・ドセデル           | 6–2, 6–2            |
| 準優勝 | 2.  | 2000年4月17日  | モンテカルロ         | クレー            | セドリック・ピオリーン     | 4–6, 6–7(3), 6–7(6) |
| 準優勝 | 3.  | 2000年11月6日  | サンクトペテルブルク | ハード (室内)     | マラト・サフィン           | 6–2, 4–6, 4–6       |
| 準優勝 | 4.  | 2000年11月20日 | ブライトン           | ハード (室内)     | ティム・ヘンマン           | 2–6, 2–6            |
| 優勝   | 3.  | 2001年1月8日   | オークランド         | ハード            | フランシスコ・クラベット   | 6–4, 2–6, 6–3       |
| 準優勝 | 5.  | 2003年1月6日   | オークランド         | ハード            | グスタボ・クエルテン       | 3–6, 5–7            |
| 優勝   | 4.  | 2004年1月5日   | アデレード           | ハード            | ミカエル・ロドラ           | 6–4, 6–0            |
| 優勝   | 5.  | 2004年1月12日  | オークランド         | ハード            | ラファエル・ナダル         | 4–6, 6–2, 7–5       |
| 優勝   | 6.  | 2004年2月23日  | マルセイユ           | ハード (室内)     | ロビン・セーデリング       | 4–6, 6–4, 6–4       |
| 準優勝 | 6.  | 2004年5月17日  | カサブランカ         | クレー            | サンティアゴ・ベントゥーラ | 3–6, 6–1, 4–6       |
| 準優勝 | 7.  | 2006年11月5日  | パリ                 | カーペット (室内) | ニコライ・ダビデンコ       | 1–6, 2–6, 2–6       |

### ダブルス: 8回 (2勝6敗)
| 結果   | No. | 決勝日         | 大会                 | サーフェス        | パートナー               | 対戦相手                                        | スコア               |
| ------ | --- | -------------- | -------------------- | ----------------- | ------------------------ | ----------------------------------------------- | -------------------- |
| 準優勝 | 1.  | 1997年7月16日  | ウマグ               | クレー            | カロル・クチェラ         | ディヌ・ペスカリウ ダビデ・サンギネッティ       | 6–7, 4–6             |
| 準優勝 | 2.  | 1998年8月9日   | アムステルダム       | クレー            | カロル・クチェラ         | ヤッコ・エルティン ポール・ハーフース           | 3–6, 2–6             |
| 準優勝 | 3.  | 2000年3月26日  | マイアミ             | ハード            | マルティン・ダム         | マーク・ウッドフォード トッド・ウッドブリッジ   | 3–6, 4–6             |
| 優勝   | 1.  | 2000年5月24日  | ローマ               | クレー            | マルティン・ダム         | エフゲニー・カフェルニコフ ウェイン・フェレイラ | 6–4, 4–6, 6–3        |
| 準優勝 | 4.  | 2000年10月8日  | 香港                 | ハード            | ダーヴィト・プリノジル   | ウェイン・ブラック ケビン・ウリエット           | 1–6, 2–6             |
| 準優勝 | 5.  | 2000年10月29日 | バーゼル             | カーペット (室内) | ロジャー・フェデラー     | ドナルド・ジョンソン ピート・ノーバル           | 6–7(11), 6–4, 6–7(4) |
| 優勝   | 2.  | 2001年9月16日  | タシュケント         | ハード            | ジュリアン・ブテー       | エフゲニー・カフェルニコフ ウェイン・フェレイラ | 6–4, 3–6, [13–11]    |
| 準優勝 | 6.  | 2004年10月31日 | サンクトペテルブルク | カーペット (室内) | ヤロスラフ・レビンスキー | アルノー・クレマン ミカエル・ロドラ             | 3–6, 2–6             |

## 4大大会シングルス成績
略語の説明
| W | F | SF | QF | #R | RR | Q# | LQ | A | Z# | PO | G | S | B | NMS | P | NH |

W=優勝, F=準優勝, SF=ベスト4, QF=ベスト8, #R=#回戦敗退, RR=ラウンドロビン敗退, Q#=予選#回戦敗退, LQ=予選敗退, A=大会不参加, Z#=デビスカップ/BJKカップ地域ゾーン, PO=デビスカップ/BJKカッププレーオフ, G=オリンピック金メダル, S=オリンピック銀メダル, B=オリンピック銅メダル, NMS=マスターズシリーズから降格, P=開催延期, NH=開催なし.
| 大会           | 1997 | 1998 | 1999 | 2000 | 2001 | 2002 | 2003 | 2004 | 2005 | 2006 | 2007 | 2008 | 2009 | 2010 | 通算成績 |
| -------------- | ---- | ---- | ---- | ---- | ---- | ---- | ---- | ---- | ---- | ---- | ---- | ---- | ---- | ---- | -------- |
| 全豪オープン   | 4R   | 1R   | 1R   | 1R   | QF   | 4R   | 1R   | 3R   | QF   | 4R   | 3R   | A    | 2R   | A    | 22–12    |
| 全仏オープン   | 1R   | 3R   | SF   | 2R   | 2R   | 1R   | 2R   | 2R   | 1R   | 3R   | 1R   | 1R   | LQ   | LQ   | 13–12    |
| ウィンブルドン | 1R   | 1R   | 1R   | 2R   | 1R   | 1R   | 1R   | 3R   | 2R   | 1R   | 1R   | 1R   | LQ   | LQ   | 4–12     |
| 全米オープン   | 1R   | 2R   | 1R   | 4R   | 2R   | 3R   | 2R   | QF   | 4R   | 1R   | 1R   | 1R   | LQ   | A    | 15–12    |